# Crematogaster natalensis
Crematogaster natalensis är en myrart som beskrevs av Auguste-Henri Forel 1910. Crematogaster natalensis ingår i släktet Crematogaster och familjen myror.

## Underarter
Arten delas in i följande underarter:
- C. n. braunsi
- C. n. dulcis
- C. n. natalensis